# Stéphanie Renouvin
Pour les articles homonymes, voir Renouvin.
Stéphanie Renouvin, née le 2 avril 1977 à Nice, est une journaliste, animatrice de télévision et chanteuse française.

## Biographie

### Formation
De 1986 à 1994, Stéphanie Renouvin suit des études d'art dramatique au conservatoire de Nice. Après une hypokhâgne et une khâgne au lycée Masséna de Nice, puis une licence d'histoire à la Sorbonne, elle est diplômée du Centre de formation des journalistes (promotion 2001).
Parallèlement à ses études, elle est la chanteuse du groupe musical électro-rock Curl, « découverte du Printemps de Bourges » en avril 1998. Le groupe sort un album, Ultimate station.

### Journaliste dans le groupe Canal + (2001-2007)
En 2001, elle commence sa carrière de journaliste de télévision au sein de la chaîne d'information en continu LCI, en tant que rédactrice commentatrice.
En novembre 2001, elle rejoint la chaîne d'information en continu I-Télé, filiale du groupe Canal+. Dès janvier 2002, elle coprésente avec Bruce Toussaint le journal de la mi-journée sur Canal+ et I-Télé, qu'elle présente même en solo au cours de l'été 2002. Leur journal est reconduit pour la saison 2002/2003, puis supprimé de la grille de Canal+. Au cours de la saison 2003/2004, Stéphanie Renouvin présente les journaux du week-end sur Canal+ et assure une chronique musicale hebdomadaire dans Merci pour l'info, l'émission d'access prime-time de Canal+ présentée par Emmanuel Chain.
De septembre 2004 à juin 2006, elle coprésente La Matinale sur Canal+ brièvement avec Thierry Gilardi puis avec Bruce Toussaint dès octobre 2004. L'émission est également diffusée sur I-Télé pendant la saison 2004-2005. En septembre 2006, alors que Stéphanie Renouvin part en congé maternité et souhaite abandonner la matinale, Élé Asu la remplace.
En janvier 2007, de retour de congé maternité, elle retrouve l'antenne. Jusqu'à l'été 2007, elle présente le journal télévisé de la mi-journée dans l'émission En aparté de Pascale Clark, tous les midis sur Canal +. À partir de septembre 2007, elle présente tous les midis, en alternance avec Émilie Besse, le journal dans L'édition spéciale de Samuel Étienne, du lundi au vendredi, sur Canal+. Elle anime également StarMag du lundi au vendredi à 19 h 30 en clair sur TPS Star.
Fin décembre 2007, à l'occasion d'un plan de départ organisé par la direction, Stéphanie Renouvin quitte la chaîne et le groupe Canal+[réf. nécessaire].

### Échecs sur scène et sur France 4 (2009-2011)
Se sentant avant tout chanteuse, Stéphanie Renouvin forme alors le groupe musical BounS avec l'auteur, compositeur et pianiste Olivier Bovis,. En mars 2009, elle se produit au théâtre Marigny.
En novembre 2010, Stéphanie Renouvin revient à la télévision, sur France 4, pour animer Certains l'aiment show, une émission entre magazine et divertissement, : selon Eden, qui produit son émission, elle veut ainsi « mêler ses deux passions, l'info et la création artistique ». En mars 2011, après deux numéros de 90 minutes avec quatre chroniqueurs et des reportages, l'émission est raccourcie à 60 minutes avec deux chroniques et devient hebdomadaire pour être diffusée le vendredi en deuxième partie de soirée,. Le programme est arrêté dès le mois d'avril 2011, les audiences étant jugées insuffisantes.
Le 9 février 2011, Stéphanie Renouvin co-anime avec Cyril Hanouna la première soirée, consacrés aux révélations artistes, de la 26e cérémonie des Victoires de la musique sur France 4.

### De D8 au groupe RTL (2013-2022)
À la rentrée 2013, Stéphanie Renouvin présente D8 le JT et remplace en semaine Adrienne de Malleray. Elle devient également chroniqueuse dans Le Grand 8 sur D8.
Du 25 août 2014 au 1er juillet 2016, elle coanime Le Grand Morning sur RTL2 entre 6 h et 9 h en compagnie de Christophe Nicolas, en remplacement de Louise Ekland.
À partir de la rentrée 2016, elle anime Pop-Rock Story sur RTL 2 le dimanche de 19 h à 20 h.
Elle rejoint aussi la chaîne W9 pour présenter deux nouveaux magazines de reportages : État de choc et Véto de choc. Elle reprend aussi la collection de documentaires Au cœur de l’étrange.
En 2020, elle présente une « pastille » intitulée 100 % immo sur le groupe M6.

### Depuis 2022
En 2022, elle réalise le documentaire Madame Sean Connery consacrée à sa grand-mère, l'artiste-peintre Micheline Roquebrune, veuve de l'acteur Sean Connery.

### Vie privée
Stéphanie Renouvin se marie en juillet 2008 avec Julien Hervé, un des auteurs des Guignols de l'info. Ils ont eu un fils né en octobre 2006, puis un deuxième enfant.
Fille de kinésithérapeutes, Stéphanie Renouvin a une sœur Ève-Anna Renouvin. Elle est la petite-fille par alliance de Sean Connery. En effet, sa grand-mère, l'artiste-peintre française Micheline Roquebrune, s'est mariée en 1975 avec l'acteur écossais. Elle est également l'arrière-petite-fille de l'historien Pierre Renouvin, et l'arrière-petite-nièce de Jacques Renouvin (1905-1944), héros de la Résistance, père de Bertrand Renouvin (né en 1943), candidat royaliste à l'élection présidentielle de 1974.

## Émissions de télévision

### Présentatrice / chroniqueuse
- 2010-2011 : Certains l'aiment show sur France 4
- 2011 : première soirée des 26e Victoires de la musique coanimée avec Cyril Hanouna sur France 4
- 2013-2014 : D8 le JT sur D8 : présentatrice
- 2013-2016 : Le Grand 8 sur D8 : chroniqueuse
- 2016 : La Grosse Émission sur Comédie +
- 2016-2022 : État de choc sur W9 : présentatrice
- 2016 : Kate et William, l'histoire d'un conte de fée sur W9
- 2017-2022 : Au coeur de l'étrange sur W9
- 2017-2022 : Véto de choc sur W9
- 2018-2022 : Minute par minute sur W9
- 2018 : Harry et Meghan, la soirée mariage sur W9
- 2019 : 2050, climat peut-on encore éviter le pire ? sur W9
- 2019 : Les 25 ans de RTL2 sur W9
- 2019 : Laeticia Hallyday, la vraie histoire sur W9
- 2019 : Urgences greffes sur W9
- 2020 : One World Together at Home sur W9 avec Eric Jeanjean
- 2020 : Complots, vérités ou mensonges sur W9
- 2020 : Médium les messages de l'au-delà sur 6play
- 2020 : 100% immo sur M6

### Réalisatrice
- 2022 : Madame Sean Connery (documentaire diffusé dans 13h15, le dimanche sur France 2).